# Sinseollo
Le sinseollo, ou yeolguja tang, est un plat coréen composé de boulettes de viande, de jeonyueo (전유어), de champignons et de légumes cuisinés dans un bouillon gras. C'est un type de jeongol (sorte de ragoût). Le plat est servi dans un chauffe-plats au centre duquel brûle un feu qui maintient le sinseollo à température.
Sinseollo est à l’origine le nom de l’ustensile de cuisson, signifiant « poêle » (ro, hangul : 로 ; hanja : 爐) « de l’immortel » (sinseon, hangul : 신선 ; hanja : 神仙). Il est lié à la légende de Jeong Hee-Ryang (정희량), sage de la cour du roi Yeonsangun (période Joseon), qui serait devenu ermite puis immortel et aurait inventé cet instrument culinaire.
L’autre appellation du sinseollo, yeolguja tang, signifie « soupe qui réjouit la bouche ».
Les ingrédients, à l’origine végétariens, se sont diversifiés et enrichis de viande et de fruits de mer. Par souci d'esthétique, on place les ingrédients dans un ordre défini : d’abord la viande, les fruits de mer et du radis blanc, puis les légumes, boulettes de viande, champignons et noix, on parsème le tout de piment rouge en fines lamelles, on verse enfin le bouillon avant de cuire au charbon de bois.